# Andreas Bolek

Andreas Bolek

Andreas Bolek (* 3. Mai 1894 in Weinbergen bei Lemberg; † 5. Mai 1945 in Magdeburg) war Gauleiter der NSDAP in Oberösterreich, Polizeipräsident und SS-Führer, zuletzt im Rang eines SS-Gruppenführers.

## Leben
Der Sohn eines Lehrers besuchte die Volksschule und das Untergymnasium in Lemberg. Danach absolvierte er die Handelsakademie und erlernte den Kaufmannsberuf. 1914 zog er als Kriegsfreiwilliger der k.u.k. Armee in den Ersten Weltkrieg. Nach Kriegsende kehrte er 1919 nach Linz zurück, dort heiratete er und hatte später vier Töchter. 1923 fand er eine Anstellung bei der Linzer „Elektrizitäts- und Straßenbahn-Gesellschaft“ (ESG), wo er später auch Gesamt-Personalvertreter wurde und dem Verwaltungsrat angehörte.
Im selben Jahr trat er auch der NSDAP bei, und als ehemaligem Frontoffizier gelang ihm bald der Aufstieg zum örtlichen SA-Führer und schon im Juli des Jahres 1923 übernahm er das Landeskommando der SA.
Nachdem sich die österreichischen Nationalsozialisten 1926 mehrheitlich der Führung Adolf Hitlers unterstellten, trat Bolek zum 5. Oktober 1926 der NSDAP bei (Mitgliedsnummer 50.648) und wurde zum Stellvertretenden Gauleiter von Oberösterreich ausgerufen. Als Alfred Proksch, der Gauleiter, 1927 zum Stellvertretenden Landesleiter ernannt wurde, rückte Bolek an seiner Stelle an Spitze der Gauleitung. 1932 wurde er NS-Fraktionsvorsitzender im Rat der Stadt Linz, aber im folgenden Jahr wurde die NSDAP von der österreichischen Regierung verboten. Bolek setzte sich über die deutsche Grenze ab und arbeitete fortan von München und Passau aus. Mit Unterstützung von Bolek trieb Hitler jedoch nach und nach die Auflösung der österreichischen Landesleitung voran und 1934 war die Gauleitertätigkeit von Bolek beendet. Seine Verabschiedung erfolgte in „allen Ehren“ und er durfte sich auch weiter Gauleiter nennen. Er wurde 1935 auch im Deutschen Reich eingebürgert.
So konnte er auch am 29. März 1936 Mitglied des Reichstages für den Wahlkreis 3 (Berlin-Ost) werden. Am 10. April 1938 wurde er für den Wahlkreis 33 (Hessen) gewählt. Zum 9. November 1937 trat er der SS (SS-Nummer 289.210) bei und wurde zugleich im Rang eines SS-Brigadeführers in die Allgemeine SS übernommen. Zum 1. Dezember 1937 wurde er mit der Verwaltung der Stelle des Polizeipräsidenten von Magdeburg beauftragt, einer Stelle, die er ab dem 7. November 1938 vollständig einnahm. Seine Parteikarriere war damit aber noch nicht beendet. Er wurde noch zum SS-Führer im SD-Hauptamt ernannt und 1939 wurde er Ehrenmitglied im Volksgerichtshof für die Dauer von fünf Jahren.
Im April 1945 besetzten die Alliierten Magdeburg bis zum westlichen Elbufer, bis zum 5. Mai 1945 marschierten sowjetische Truppen in Magdeburg bis zum östlichen Elbufer ein, woraufhin sich Andreas Bolek erschoss. Postum wurde ein Verfahren zur Anerkennung als 131er angestrengt.